# Albaziniens
 (mars 2022).
La mise en forme du texte ne suit pas les recommandations de Wikipédia : il faut le « wikifier ».
Les points d'amélioration suivants sont les cas les plus fréquents :
- Les titres sont pré-formatés par le logiciel. Ils ne sont ni en capitales, ni en gras.
- Le texte ne doit pas être écrit en capitales (les noms de famille non plus), ni en gras, ni en italique, ni en « petit »…
- Le gras n'est utilisé que pour surligner le titre de l'article dans l'introduction, une seule fois.
- L'italique est rarement utilisé : mots en langue étrangère, titres d'œuvres, noms de bateaux, etc.
- Les citations ne sont pas en italique mais en corps de texte normal. Elles sont entourées par des guillemets français : « et ».
- Les listes à puces sont à éviter, des paragraphes rédigés étant largement préférés. Les tableaux sont à réserver à la présentation de données structurées (résultats, etc.).
- Les appels de note de bas de page (petits chiffres en exposant, introduits par l'outil «  Source ») sont à placer entre la fin de phrase et le point final[comme ça].
- Les liens internes (vers d'autres articles de Wikipédia) sont à choisir avec parcimonie. Créez des liens vers des articles approfondissant le sujet. Les termes génériques sans rapport avec le sujet sont à éviter, ainsi que les répétitions de liens vers un même terme.
- Les liens externes sont à placer uniquement dans une section « Liens externes », à la fin de l'article. Ces liens sont à choisir avec parcimonie suivant les règles définies. Si un lien sert de source à l'article, son insertion dans le texte est à faire par les notes de bas de page.
- La présentation des références doit suivre les conventions bibliographiques. Il est recommandé d'utiliser les modèles {{Ouvrage}}, {{Chapitre}}, {{Article}}, {{Lien web}} et/ou {{Bibliographie}}. Le mode d'édition visuel peut mettre en forme automatiquement les références.
- Insérer une infobox (cadre d'informations à droite) n'est pas obligatoire pour parachever la mise en page.

Pour une aide détaillée, merci de consulter Aide:Wikification.
Si vous pensez que ces points ont été résolus, vous pouvez retirer ce bandeau et améliorer la mise en forme d'un autre article.
 (mars 2022).
Si vous disposez d'ouvrages ou d'articles de référence ou si vous connaissez des sites web de qualité traitant du thème abordé ici, merci de compléter l'article en donnant les références utiles à sa vérifiabilité et en les liant à la section « Notes et références ».
Les Albazins (russe : албазинцы ; chinois simplifié : 阿尔巴津人, chinois traditionnel : 阿爾巴津人) sont l'un des rares groupes chinois d'origine russe. Il y a environ 250 Albazins en Chine qui sont les descendants d'une cinquantaine de cosaques russes d'Albazino sur le fleuve Amour qui ont été réinstallés par l'empereur Kangxi dans la périphérie nord-est de Pékin en 1685. Albazino était un fort russe sur le fleuve Amour, fondé par Ierofeï Khabarov en 1651. Il a été pris d'assaut par les troupes Qing en 1685. La majorité de ses habitants ont accepté d'évacuer leurs familles et leurs biens vers Nerchinsk, tandis que plusieurs jeunes cosaques ont décidé de s'engager dans l'armée mandchoue et de s'installer à Pékin. 

## Origine
Beaucoup d'incertitudes entourent leur migration vers la Chine. On pense qu'à leur arrivée dans la capitale impériale, les Albaziniens ou Albazins ont rencontré les descendants de 33 Cosaques qui avaient été capturés par les Chinois en 1667 et de plusieurs Cosaques qui s'étaient installés à Pékin dès 1649 et étaient devenus les paroissiens de la cathédrale catholique romaine du Sud de la ville. La véracité de cette tradition orale concernant la diaspora russe pré-albazinienne en Chine est sujette à caution.
Les Albazins formaient un contingent distinct de la garde impériale, connu sous le nom d'"unité de l'étendard à bande jaune". Leur premier chef était Ananiy Uruslanov ou Ulangeri, un Tatar à la solde des Mandchous. Les noms de famille russes Yakovlev, Dubinin et Romanov ont été rendus en chinois par Yao (姚), Du (杜) et Luo (chinois simplifié : 罗, chinois traditionnel : 羅). Les Qing ont donné la permission aux veuves de Solon d'épouser les Albazins, qui se sont mariés avec des femmes mongoles et mandchoues Les femmes disponibles pour le mariage avec les Albazins étaient des criminels des prisons de Pékin. Leur prêtre, Maxim Leontiev, a été autorisé à tenir le service divin dans un sanctuaire lamaïste désert. Une vieille icône de Saint-Nicolas, rapportée par les cosaques d'Albazino, fut placée dans cette église insolite, dédiée à la Sainte Sagesse.
La compagnie d'Albazino a été placée dans la bannière jaune bordée de Mandchous et a vécu dans le nord-est de la "ville tartare" de Pékin. Les Albazins ont été transformés en une compagnie Baoyi, et non en une compagnie militaire.
Bien que les descendants des cosaques se soient mêlés aux Chinois et aient progressivement perdu la maîtrise de la langue russe, l'Église orthodoxe russe a régulièrement envoyé des missions à Pékin, à partir de 1713. En conséquence, les Albazins en sont venus à former le noyau de l'Église orthodoxe chinoise. En 1831, Ioakinf Bichurin a rapporté qu'il y avait 94 Albazins dans la capitale de la Chine. D'autres voyageurs russes ont noté que, hormis leur foi, les Albazins étaient complètement sinisés et ne ressemblaient guère aux Russes. À la fin du XIXe siècle, leur nombre est estimé à 1 000.
La rébellion des Boxers a entraîné la persécution de tous les chrétiens et Européens en Chine. L'Église orthodoxe russe affirme que 222 Chinois orthodoxes ont été martyrisés le 11 juin 1900, dont le père Mitrofan, qui a ensuite été déclaré saint martyr. Une chapelle orthodoxe marquait autrefois le lieu de sépulture des martyrs orthodoxes chinois à Pékin. Elle a été détruite en 1956 à la demande de l'ambassadeur soviétique en Chine. Bien que plusieurs familles albazins aient trouvé raisonnable de partir en Union soviétique pendant la Révolution culturelle, la plupart d'entre elles résident toujours à Pékin et à Tianjin.

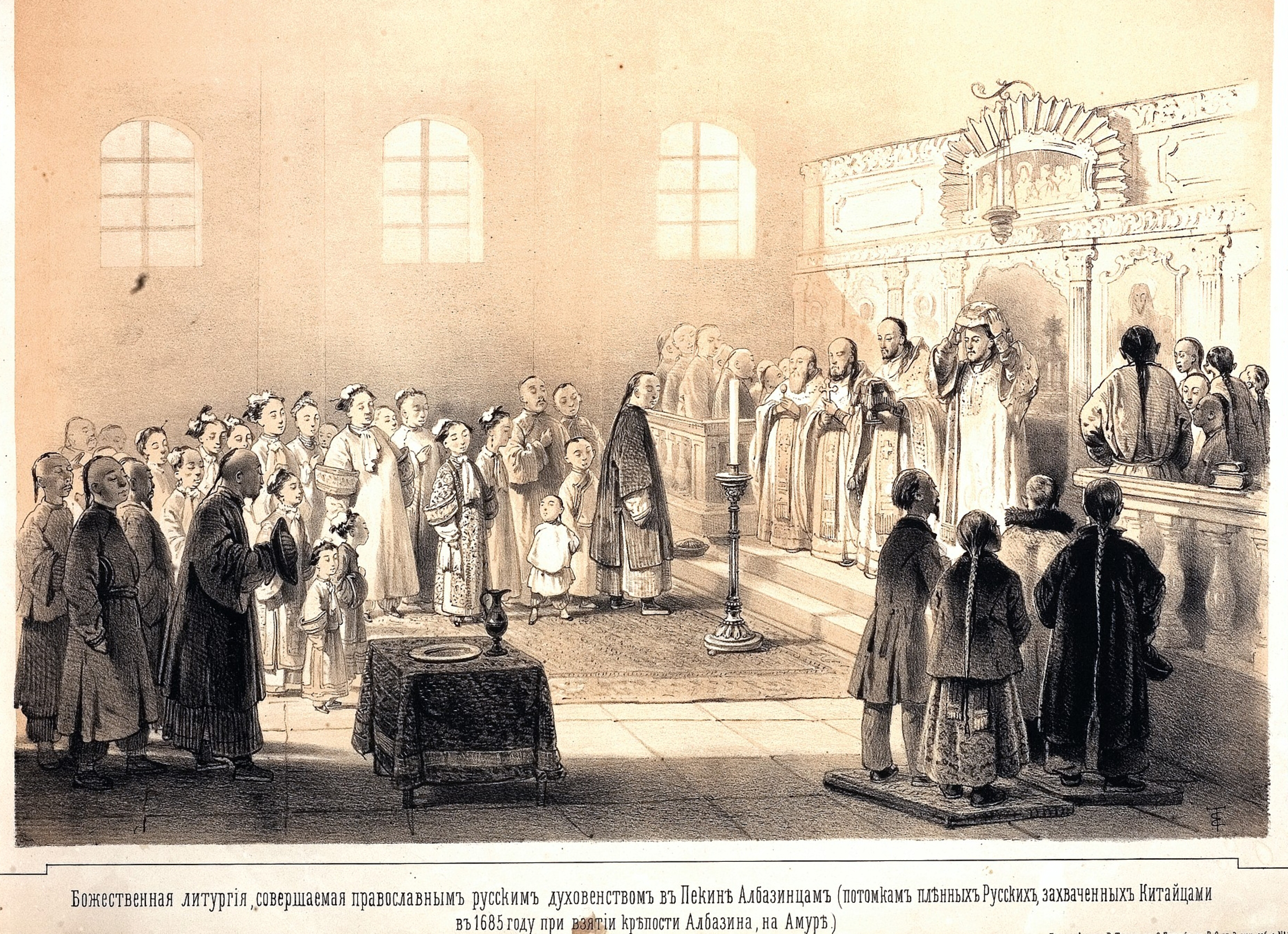
Liturgie albazin à Pékin d'Ivan Chmutov

Après le premier siège d'Albazino en 1685, la plupart des cosaques ont été autorisés à retourner en territoire russe à Nerchinsk, mais près de 45 d'entre eux ont décidé de se rendre aux Mandchous. Beaucoup d'entre eux avaient des épouses ou des concubines autochtones qui n'étaient pas autorisées à quitter le royaume mandchou. Ils ont été envoyés à Pékin où ils ont rejoint environ 70 autres Russes qui avaient déjà été capturés ou avaient fait défection. Ils ont été enrôlés dans la dix-septième compagnie du quatrième régiment de la Bannière jaune à bordure et ont reçu un espace dans le coin nord-est de la ville tatare de Pékin (à un endroit différent de l'O-lo-ssu Kuan). Il s'agissait d'une unité de "maison" plutôt que d'une unité de ligne et elle avait des tâches non combattantes comme la fabrication d'arcs. Certains étaient utilisés comme messagers à Nerchinsk. Comme la plupart sont analphabètes, ils sont peu utiles comme traducteurs ou sources de renseignements.
On leur a donné une vieille maison de prière bouddhiste qui a été transformée en église de Saint-Nicolas. Le prêtre était Maxim Leonov qui avait été capturé sur l'Amour en 1673 avec soixante-dix autres hommes. Le gouvernement russe n'était apparemment pas au courant de l'existence de l'église Saint-Nicolas, puisque, lors de la mission Ides de 1692, il a demandé la permission de construire une église orthodoxe à Pékin. Lorsque Tulishen se rendit en Russie en 1712, il était porteur d'une demande de nouveau prêtre, le père Maxim étant décédé environ un an auparavant. Il revint avec un archimandrite et neuf clercs de rang inférieur (pour servir une congrégation d'environ 50 personnes). Au moment de la mission d'Izmailov en 1722, seuls un prêtre et trois clercs mineurs avaient survécu. Le cinquième article du traité de Kyakhta autorisait la présence permanente d'une église, d'un prêtre avec trois assistants et six étudiants pour apprendre la langue locale. L'un d'entre eux, Alexei Leontev, a aidé à négocier la convention de Kyakhta de 1768.